# Amplicincia walkeri
Amplicincia walkeri är en fjärilsart som beskrevs av William D. Field 1950. Amplicincia walkeri ingår i släktet Amplicincia och familjen björnspinnare. Inga underarter finns listade i Catalogue of Life.